# Liptovské Matiašovce
Liptovské Matiašovce este o comună slovacă, aflată în districtul Liptovský Mikuláš din regiunea Žilina. Localitatea se află la altitudinea de 648 m deasupra n.m., se întinde pe o suprafață de 5,73 km2 și în 2017 număra 312 locuitori.

## Istoric
Localitatea Liptovské Matiašovce este atestată documentar din 1416.

## Demografie
| An:                | 1994 | 2004   | 2014   | 2024   |
| ------------------ | ---- | ------ | ------ | ------ |
| Număr de persoane: | 303  | 289    | 299    | 321    |
| Diferență:         |      | −4,62% | +3,46% | +7,35% |

| An:                | 2023 | 2024   |
| ------------------ | ---- | ------ |
| Număr de persoane: | 322  | 321    |
| Diferență:         |      | −0,31% |